# 方沸石
方沸石（英語：Analcime）是一種白色、灰色或無色的網矽酸鹽礦物。由水合矽酸鋁鈉組成的立方晶系結晶型態，化學式為Na(AlSi
2O
6) · H2O，其中有少量鈉可能會被鉀或鈣給取代。另外也存在一種含銀的人工合成變種（銀方沸石）。方沸石常被歸類為沸石族礦物，但在結構和化學性質上它更偏向於似長石族礦物。 方沸石不屬於立方晶系，雖然晶體結構看起來相似，但通常仍偏離了一小部分角度。 然而，也存在著真正的立方晶系的礦物樣本，這使得其分類變得更加困難。由於樣品之間的差異甚小，沒有必要使用多個種類名稱，因此方沸石可以做為可能同時發生於多個晶系、空間群的例子。

## 發現與命名
方沸石首次由法國地質學家德奥达·格拉特·德·多洛米厄於意大利獨眼巨人島（Cyclopean Isles）的熔岩中發現，並以「zéolithe dure（硬沸石）」稱之。到了1797年則以古希臘文來命名，意思為「不強韌」。至今方沸石仍是獲得IMA批准的有效礦物種類 。

## 特性
方沸石晶體總是假立方晶系 。 它的常見晶體形式包括偏方面體、具有立方晶系面的截斷偏方面體。晶體的產狀有單獨型，相互連接型，或在板上形成群型，晶體塊有時也可以形成脈。  單個晶體是自形晶，在基質内為它形晶。 礦物的顏色因微量雜質而異。 這種礦物具有弱壓電效应和熱釋電性，即它在摩擦或加熱時會產生微弱的電荷，因此得名方沸石 。 其他特徵包括，在短紫外光下檢查時，礦物會發出藍白色熒光，而在長紫外燈下檢查時，會發出乳白色黃色熒光。 它不具多色性或放射性特性。  關於礦物對稱性的分析結果各不相同，但最普遍的是四方晶系。  這種礦物通常具有多晶雙胞胎，但只能顯示在偏光鏡下的岩石薄片。方沸石主要由氧 (50.87%)、矽 (25.51%)、鋁 (12.26%)、鈉 (10.44%) 組成，但除此之外還含有微量的氫 (0.92%)。 最高質量的標本呈偏方面體，最長可達 25 厘米。 這些標本與桃针钠石(serandite)、霓石(aegyrine)和钠沸石(natrolite) 有關，例如在魁北克的 Mont Saint-Hilaire 所找到的的標本。在意大利特倫蒂諾 Val di Fassa 的幾個地點找到的標本是粉白色，礦物呈良好的立方體，超過 10 厘米 。

### 形成環境和共生礦物
方沸石在於方沸石玄武岩和其他鹼性火成岩中爲主要礦物。 它也作為與葡萄石、方解石和沸石相關的空洞填充物。在沉積岩中，方沸石在低於 100 °C (212 °F) 的溫度下中形成，代表岩石經歷了淺層的成岩作用。 在火成岩（即玄武岩和粗面玄武岩）中很常見
，但在響岩中卻很少見。 和它共生有沸石、方解石和葡萄石。但它也在於霞石正長岩及其偉晶岩中。它與銫榴石成一岩石系列。

## 產地
著名的方沸石產地包括英國萊斯特郡的克羅夫特採石場； 位於西西里島以東和意大利北部特倫蒂諾附近的獨眼群島； 澳大利亞維多利亞； 印度洋凱爾蓋朗島； 密歇根蘇必利爾湖銅區、新澤西州卑爾根山、科羅拉多州戈爾登和美國加利福尼亞州瑟爾斯湖； 以及加拿大新斯科舍省的布洛米東角和魁北克省的聖伊萊爾山
。 在Nidym 和 Toura 的西伯利亞有18 厘米的白色晶體樣品。 Cyclopean Islands 的樣品以其美麗而清澈的晶體而聞名，就像俄勒岡州 Kings Valley 和 Springfield 的晶體一樣，最高可達 6 厘米。 加拿大艾伯塔省科爾曼以出產美麗的紅色水晶而聞名。